# Аннапурна IV
Аннапурна IV (неп. अन्नपूर्ण IV, англ. Annapurna IV) — гора в Азії, висотою — 7525 метрів, у гірського масиву Аннапурна в Гімалаях на території зони Ґандакі у Непалі.

## Географія

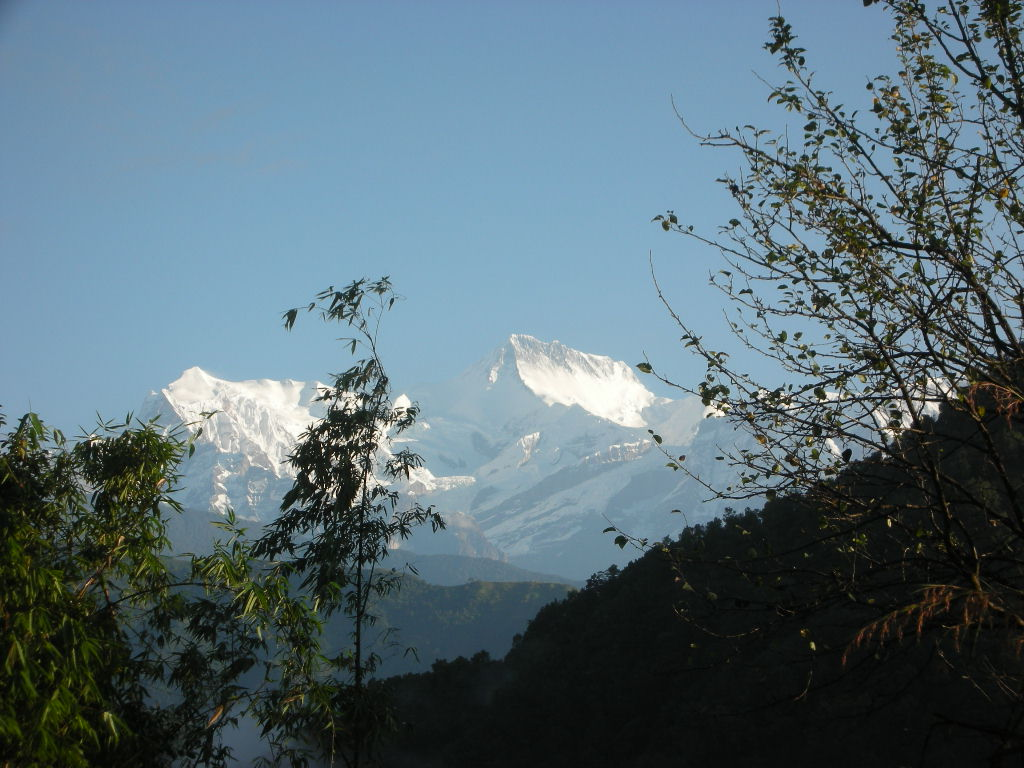
Аннапурна IV (ліворуч), Аннапурна II (в центрі)

Вершина, вважається несамостійною горою, і відноситься до масиву найближчої, більш вищої гори Аннапурна II (7937 м), розташована у східній частині гірського масиву Аннапурна, між вершинами Аннапурна II — на сході, Аннапурна III (7555 м) — на заході — північному заході та Пік 6998 — на півдні — південному заході. Адміністративно вершина розташована в північно-західній частині зони Ґандакі, на півночі Західного регіону у Непалі, за 43 км на південний захід від кордону з Китаєм, за 27 км на схід — південний схід від Аннапурни I (8091 м), за 286 км на захід — північний захід від гори Еверест (8848 м) та за 152 км на північний захід від столиці Непалу — Катманду.
Абсолютна висота вершини 7525 метрів над рівнем моря. Відносна висота — 205 м з найвищим сідлом, між вершиною і горою Аннапурна II — 7320 м. Топографічна ізоляція вершини відносно найближчої вищої гори Аннапурна II — становить 3,81 км.
На західних схилах вершини розташована ущелина верхів'я річки Сеті-Ґандакі, ліва притока річки Ґандакі. На протилежному боці цієї ущелини підноситься гора Мачапучаре (6993 м). Кусок скелі, який відколовся від вершини Аннапурна IV, заблокував річку Сеті (басейн річки Ґандакі), створивши тимчасову греблю з озером.

## Підкорення
На початку 1950-х років було зроблено декілька спроб сходження на вершину. 1950 року англійська експедиція під керівництвом Білла Тільмана досягла висоти близько 7315 м.
У 1952 році японська група альпіністів здійснила невдалу спробу підкорення Аннапурни IV і досягла висоти тільки близько 5791 м.
Перший вдалий підйом, нарешті здійснила, німецька експедиція на чолі з Гайнцом Стейнмецом у 1955 році. 30 травня 1955 року через північну стіну, північно-західний хребет, німецькі альпіністи Гайнц Стейнмец, Геральд Біллер і Джурген Велленкамп досягли вершини. Вони той же маршрут сходження, яким п'ять років тому піднімався Білл Тільман. Маршрут одержав назву «Маршруту Тільмана», він веде з півночі з долини річки Соб'є Хола, через північно-західний хребет до вершини. Іншими члени експедиції були Манфред Бахманн та Фріц Лоббічлер.

## Галерея

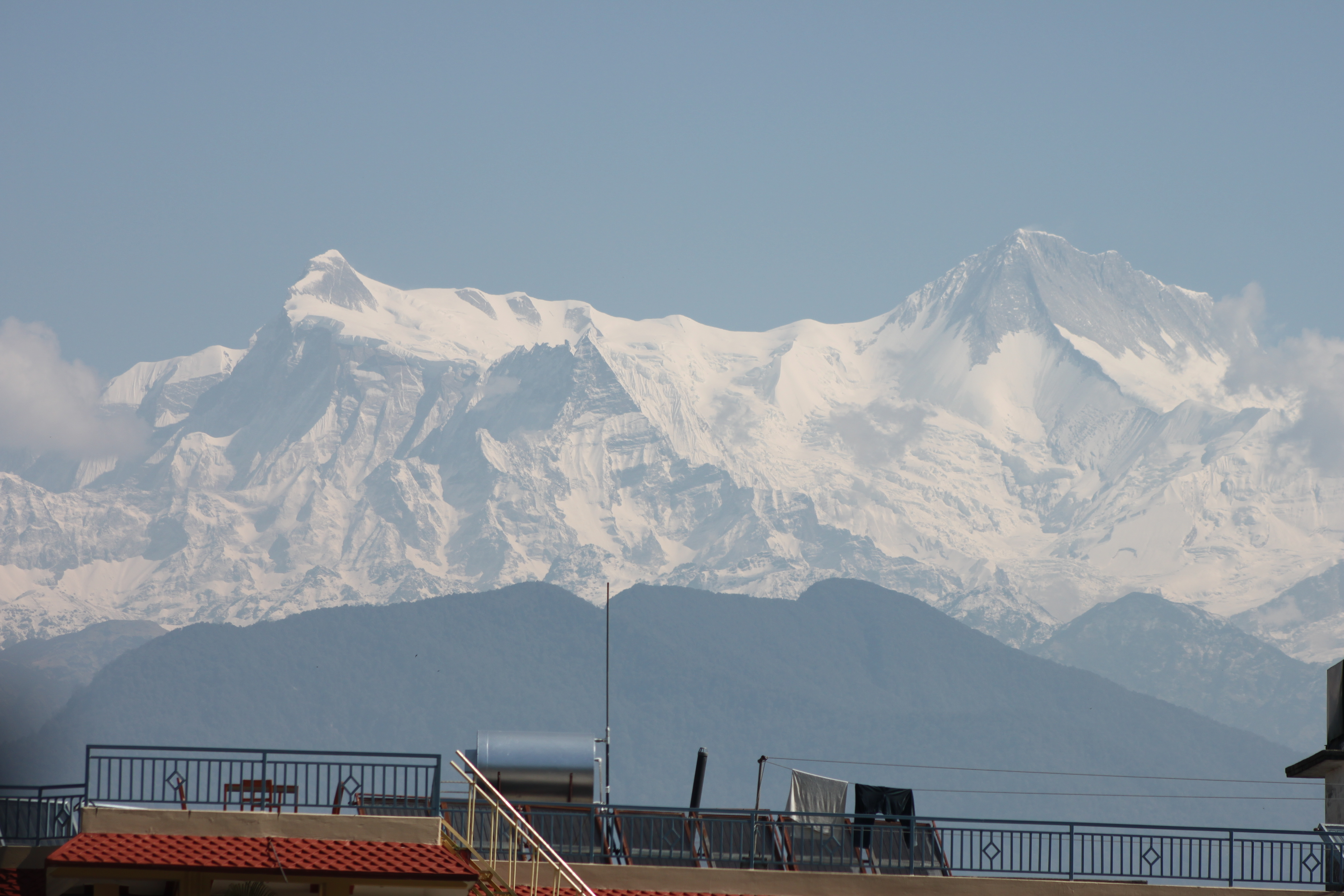
Аннапурна IV (ліворуч), Аннапурна II (праворуч)
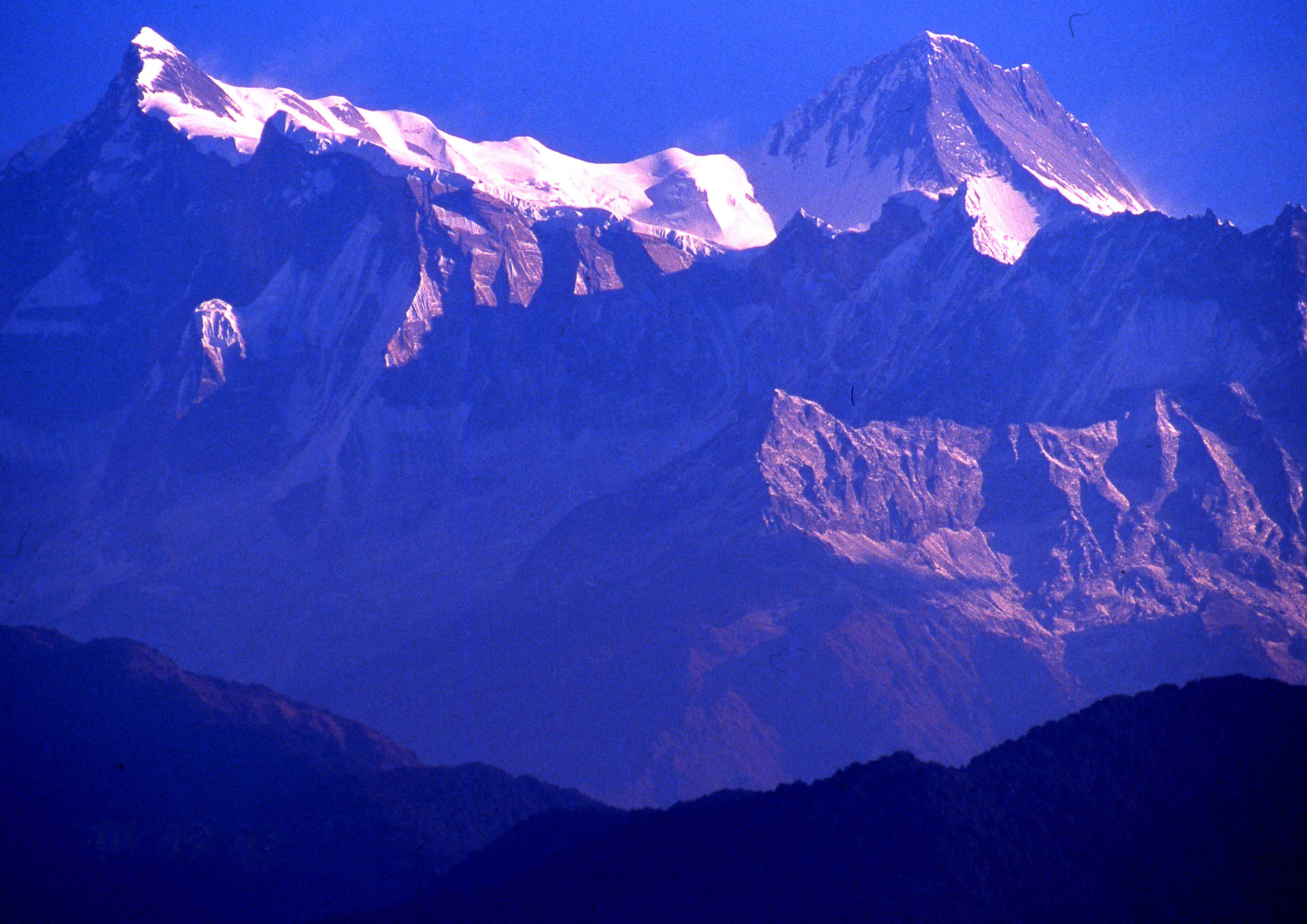
Аннапурна IV (ліворуч), Аннапурна II (праворуч)
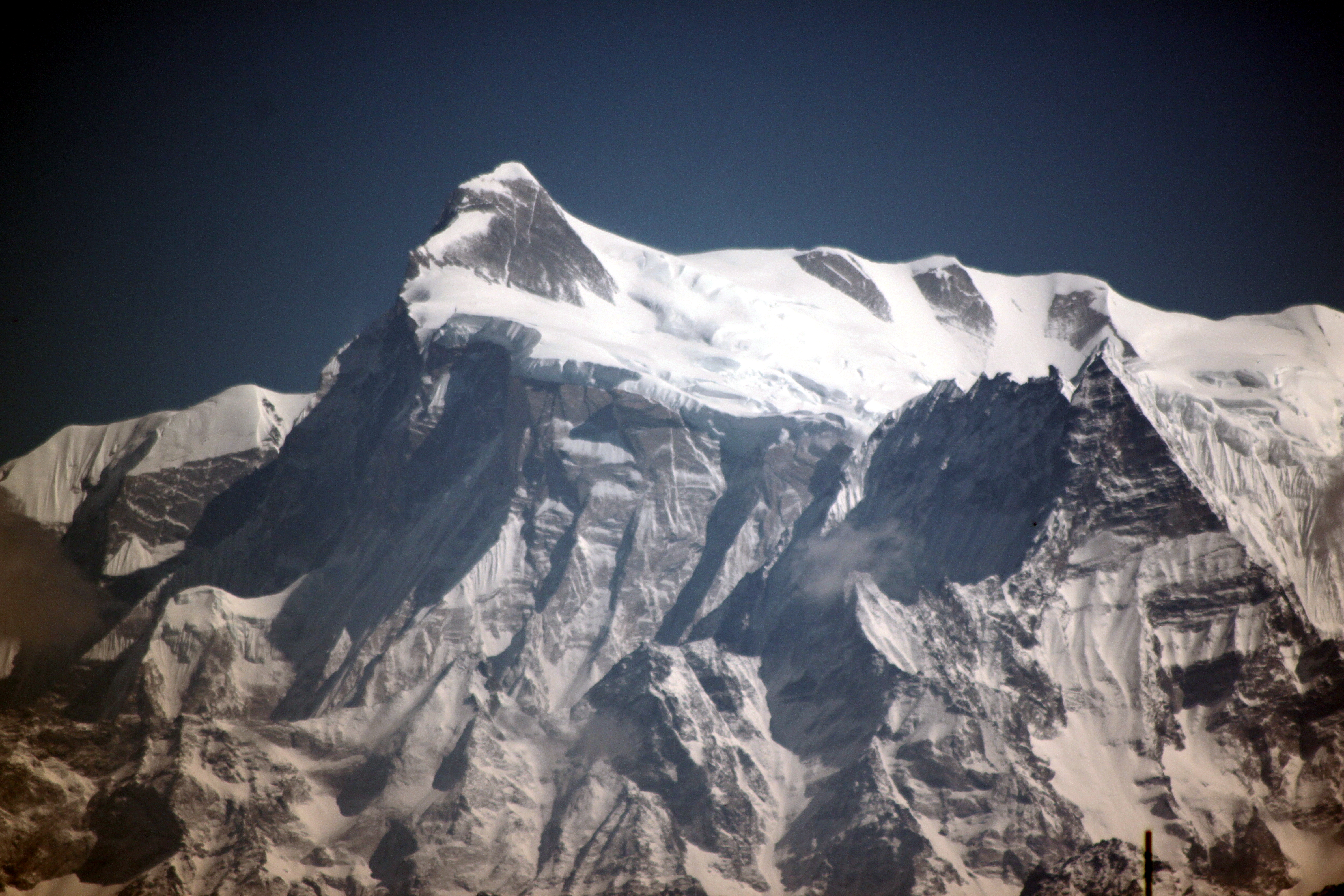
Аннапурна IV (ліворуч від центру)